# Jaguar (міноносець)
«Ягуар» (нім. Jaguar) — військовий корабель, міноносець типу 1924 Кріґсмаріне часів Другої світової війни.
«Ягуар» був закладений 4 травня 1927 року на верфі німецької компанії Kriegsmarinewerft Wilhelmshaven у Вільгельмсгафені. 15 березня 1928 року він був спущений на воду, а 15 серпня 1929 року увійшов до складу військово-морського флоту веймарської Німеччини.
«Ягуар» був п'ятим міноносцем типу 1924, побудованим на замовлення Рейхсмаріне у другій половині 1920-х років. Міноносець неодноразово патрулював без втручання в перебіг подій за часи громадянської війни в Іспанії наприкінці 1930-х років. Під час Другої світової війни він зіграв другорядну роль у Норвезькій кампанії 1940 року. Наступні кілька місяців «Ягуар» провів у місіях із супроводу мінних загороджувачів, які встановлювали мінні поля, та пошкоджених важких кораблів, що поверталися до портів Німеччини, перш ніж приблизно у вересні його перевели до Франції. З цього періоду брав участь у постановці мінних полів і продовжував це робити до кінця війни. Після переобладнання на початку 1941 року корабель якійсь час діяв у Скагерракі, й у 1942 році повернувся до Франції. «Ягуар» був одним із супроводжувачів капітальних кораблів, що прямували з Франції до Німеччини через Ла-Манш при прориві протокою. Протягом наступних кількох років він супроводжував проривачі блокади, торгові рейдери і підводні човни при їхньому проході через Ла-Манш і Біскайську затоку, а також норвезькі води. Міноносець атакував кораблі союзників під час вторгнення союзників у Нормандію в червні 1944 року, але того ж місяця був потоплений британськими бомбардувальниками в Гаврі.

## Історія служби

### Норвезька кампанія
На початок Другої світової війни «Ягуар» разом із «Фальке» виконував завдання з патрулювання у Каттегаті та Скагерраку, де затримав шість суден у середині грудня 1939 року. Під час Норвезької кампанії «Ягуар» і «Фальке», серед інших кораблів, ненадовго надали допомогу торпедованому британським підводним човном «Сперфіш» важкому крейсеру «Лютцов», перш ніж продовжити рух до Крістіансанна 11 квітня з підкріпленням. 4–5 червня «Фальке» та «Ягуар» забезпечили протичовновий захист лінійних кораблів «Гнейзенау» і «Шарнгорст» і важкого крейсера «Адмірал Гіппер», що рушили від Кіля до Скаггерака, для спроби перехопити конвої союзників, які евакуйовувалися з Північної Норвегії. З 21 по 23 червня «Ягуар» був одним із ескортів для сильно пошкодженого британським ПЧ «Труантом» «Шарнгорста» на шляху з Норвегії до Кіля. 7–8 серпня, діючи у складі 5-ї флотилії міноносців, «Ягуар», «Кондор», «Фальке», Т2, T7 та T8 супроводжували мінні загороджувачі під час встановлення ними мінного поля в південно-західній частині Північного моря.
14–15 серпня 5-та флотилія міноносців у складі міноносців «Ягуар», «Фальке», «Кондор», «Ілтіс», «Грейф», Т2 і Т3 також прикривала мінні загороджувачі в ході постановки мінного поля в цій частині моря. Флотилія супроводжувала інші мінні місії в тому ж районі 31 серпня — 2 вересня та 6–7 вересня. 8-9 жовтня разом з «Вольфом», флотилія здійснила невдалий рейд на острів Вайт. 11–12 жовтня вони здійснили другий, більш успішний наліт, потопивши два мисливці за підводними човнами Вільної Франції і два британські траулери. «Ягуар» і «Ілтіс» заклали мінне поле біля Дувра 29-30 жовтня, а потім знову 2-3 грудня.
Коли союзники почали висадку в Нормандії 6 червня, 5-та флотилія, яка тепер складалася з міноносців «Ягуар», «Фальке», «Мюве» і Т28, кілька разів виходила з Гавра протягом наступного тижня, намагаючись потопити кораблі союзників. Незважаючи на витрати понад 50 торпед і велику кількість боєприпасів, вони були загалом невдалими, лише 6 червня німцям вдалося потопити норвезький есмінець «Свеннер». Під час повітряного нальоту важких бомбардувальників Бомбардувального командування Королівських ПС «Ланкастер» у ніч з 14 на 15 червня на гавань і німецькі військові кораблі, які там знаходилися, «Ягуар» і «Фальке» були потоплені бомбами.